# Beef or Chicken?
『Beef or Chicken?』（ビーフ・オア・チキン？）は、PASSPO☆の4thアルバム。2015年5月13日にユニバーサルJから発売された。

## 概要
オリジナルとしては『JEJEJEJET!!』以来1年半ぶり、インディーズの『TAKE☆OFF』を含め通算5作目となるアルバム。また、初めてのメンバーによるセルフプロデュース作品である。テーマはアメリカンガールズロック。
LCC盤は既発売曲を除く新曲8曲＋おまけ付き。オリコン週間ランキングではアルバムとして過去最高位となる5位を獲得した。
奥仲麻琴卒業後の8人編成で発表された唯一のオリジナルアルバムである。また、槙田紗子は本作発売直後にグループ活動から離れていたが、そのまま脱退となったため本作が最後の参加作品となった。

## 販売形態
- ファーストクラス盤（UPCH-7003）：CD＋DVD
- エコノミークラス盤（UPCH-2028）：CD
- ローコストキャリア盤ピーチ（UPCH-2029）：CD 8曲plus、機内AUDIO PROGRAM「Peach」担当クルー：根岸愛・槙田紗子・森詩織・藤本有紀美
- ローコストキャリア盤バニラ（UPCH-2030）：CD 8曲plus、機内AUDIO PROGRAM「Vanilla」担当クルー：玉井杏奈・増井みお・安斉奈緒美・岩村捺未

## 収録曲

### CD
1. Immigration Control
作曲・編曲：ペンネとアラビアータ
2. HONEY DISH
作詞・作曲・編曲：ペンネとアラビアータ
3. いたずらRock'n'Roll
作詞・作曲：ペンネとアラビアータ、編曲：Adoriano Spinesi
4. Not in theory
作詞：槙田紗子、作曲・編曲：ペンネとアラビアータ
5. 向日葵
作詞：ペンネとアラビアータ、作曲・編曲：原田アツシ
6. Shiny Road
作詞：ペンネとアラビアータ、作曲：オノタクミ&uuluul、編曲：ペンネとアラビアータ
7. ヘブンズバーガー
作詞：増井みお、作曲・編曲：大木嵩雄
8. ハイテンションエモーション（はっちゃけ隊#3）
作詞：安斉奈緒美、ペンネとアラビアータ、作曲・編曲：YUSUKE 8746
9. FAKE
作詞・作曲・編曲：ペンネとアラビアータ
10. Perfect Sky
作詞：ペンネとアラビアータ、作曲・編曲：宇佐美宏
11. You
作詞：根岸愛、ペンネとアラビアータ、作曲:石也寸志、編曲：福井昌彦
12. Fairy Tale
作詞・作曲・編曲：ペンネとアラビアータ
13. はっちゃけセンセーション（はっちゃけ隊#2、ファーストクラス盤Bonus track）
作詞：はっちゃけ隊、ペンネとアラビアータ、作曲・編曲：ペンネとアラビアータ

### CD（ローコストキャリア盤ピーチ）
1. 機内AUDIO PROGRAM 「Peach」the first volume
2. Immigration Control
3. HONEY DISH
4. いたずらRock'n'Roll
5. Not in theory
6. ヘブンズバーガー
7. ハイテンションエモーション
8. You
9. Fairy Tale
10. 機内AUDIO PROGRAM 「Peach」the second volume

### CD（ローコストキャリア盤バニラ）
1. 機内AUDIO PROGRAM 「Vanilla」the first volume
2. Immigration Control
3. HONEY DISH
4. いたずらRock'n'Roll
5. Not in theory
6. ヘブンズバーガー
7. ハイテンションエモーション
8. You
9. Fairy Tale
10. 機内AUDIO PROGRAM 「Vanilla」the second volume

### DVD（ファーストクラス盤）
- 「HONEY DISH」Music Video
- 「HONEY DISH」Crewソロver.8種